# Taras (Łódź)
Pour les articles homonymes, voir Taras.
Taras (prononciation [ˈtaras]) est un village de la gmina de Przedbórz, du powiat de Radomsko, dans la voïvodie de Łódź, situé dans le centre de la Pologne.
Il se situe à environ 7 kilomètres (km) au nord-est de Przedbórz (siège de la gmina), 34 kilomètres à l'est de Radomsko (siège du powiat) et 79 kilomètres au sud-est de Łódź (capitale de la voïvodie).

## Administration
De 1975 à 1998, le village était attaché administrativement à l'ancienne voïvodie de Piotrków.

Depuis 1999, il fait partie de la nouvelle voïvodie de Łódź.